# Túmulo de Damião de Góis

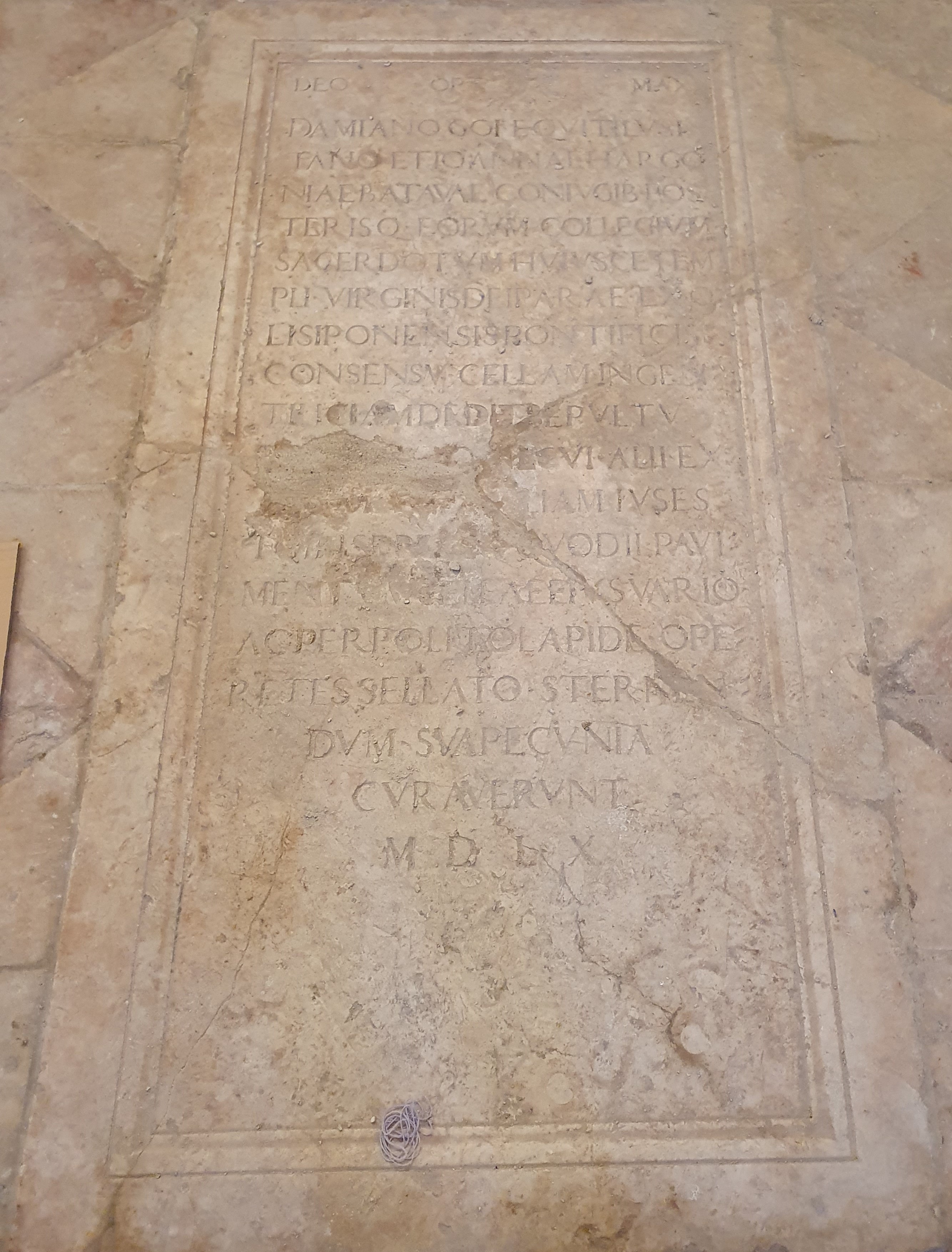
Túmulo de Damião de Gois

O Túmulo de Damião de Góis é um Monumento Nacional de Portugal, classificado como tal no ano de 1910.
Exemplo de arquitectura religiosa, o Túmulo de Damião de Góis encontra-se numa capela da Igreja de São Pedro, na freguesia de Alenquer (Santo Estêvão e Triana), no município de Alenquer.

## História
A capela tumular de Damião de Góis foi inicialmente a capela-mor da Igreja de Santa Maria da Várzea, em Alenquer, igreja que o humanista mandou restaurar em 1560. No entanto, devido à ruína desta, toda a capela, que inclui o túmulo de Damião de Góis e de sua mulher, Joana van Hargen, foi transladada em 1940 para a igreja de São Pedro, da mesma vila, onde se encontra até hoje.

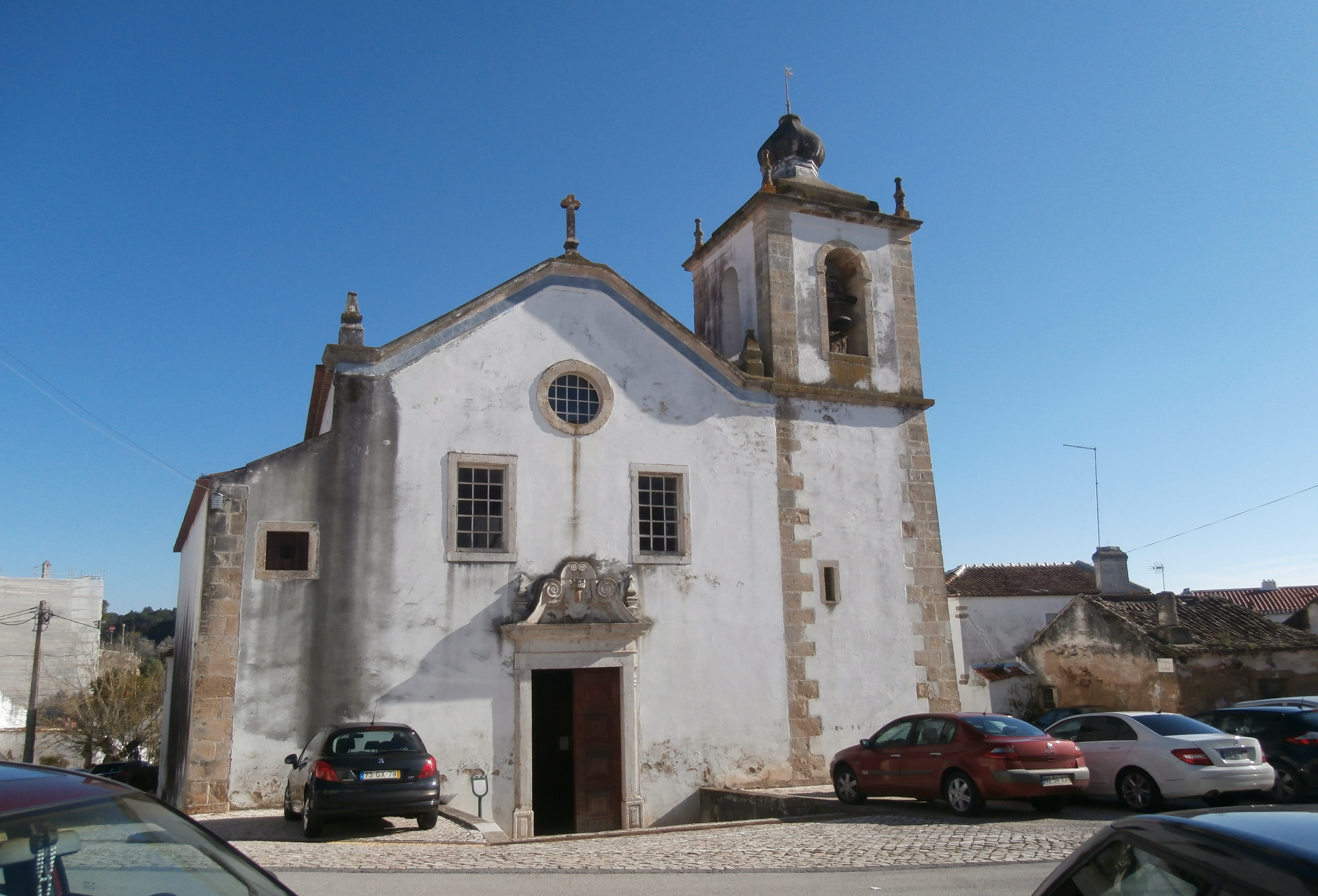
Igreja de São Pedro, em Alenquer, onde se encontra o Túmulo de Damião de Góis

## Descrição
A capela, coberta com abóbada de nervuras, cujos bocetes são decorados por florões, mantém o pavimento original da igreja da Várzea, em lajes de mármore branco e vermelho. No centro foi edificado um pequeno altar com uma imagem polícroma do "Ecce Homo", proveniente da Flandres.
Numa das paredes laterais foi inserida numa cartela a pedra com as armas de Damião de Góis, dadas ao escritor pelo imperador Carlos V, e as de Joana van Hargen. O conjunto é decorado por motivos grotescos e rematado por uma cabeça alada.

Na parede fronteira desta cartela foi colocado o curioso epitáfio tumular de Damião de Góis, escrito pelo próprio em 1560, cerca de quinze anos antes da sua morte, pelo que a data inscrita não corresponde à data de óbito. Encimado por um tondi com o busto do humanista, nele se inscreve o seguinte texto em latim: "Ao maior e ótimo Deus. Damião de Goes, cavaleiro lusitano fui em tempos; corri toda a Europa em negócios públicos, sofri vários trabalhos de Marte; as musas, os príncipes e os varões doutos amaram-me com razão; descanso neste túmulo em Alenquer, aonde nasci, até que aquele dia acorde estas cinzas. Morreu no ano da salvação, 1560. Este jazigo não passa a herdeiros."
A laje sepulcral está colocada no chão da capela, no espaço fronteiro ao epitáfio.